# Reînnoirea Națională (Chile)
Reînnoirea Națională (spaniolă Renovación Nacional, RN) este un partid politic din Chile. Partidul a fost fondat la data de 29 aprilie 1987. 
Liderul partidului este Carlos Larraín. Organizația de tineret a partidului se numește Juventud RN. Ideologie politică: Centru-dreapta.

## Logos

1987-2001, 2002-2005, 2012-2014.
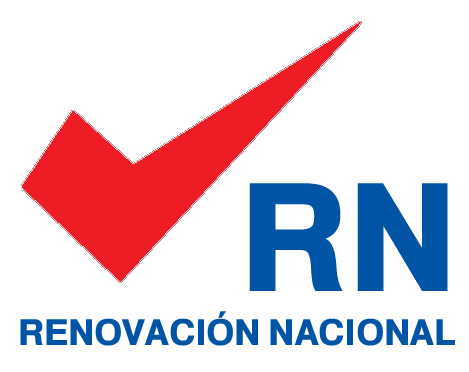
2001-2002.
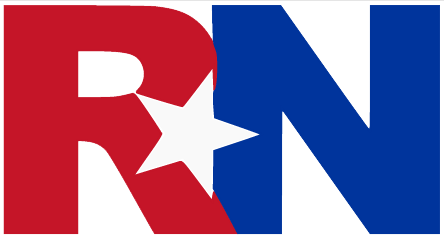
2005- 2009.
2009-2012.